# Монте-Ринальдо
Монте-Ринальдо (італ. Monte Rinaldo) — муніципалітет в Італії, у регіоні Марке,  провінція Фермо.
Монте-Ринальдо розташоване на відстані близько 155 км на північний схід від Рима, 70 км на південь від Анкони, 19 км на південний захід від Фермо.
Населення — 383 особи (2014).

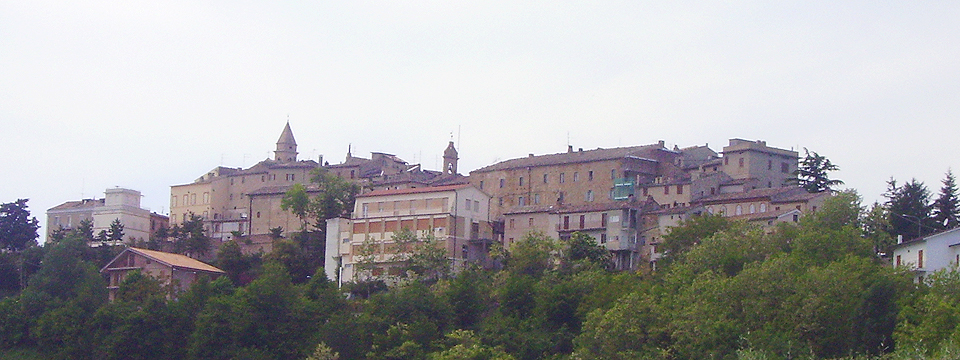

Щорічний фестиваль відбувається 6 листопада. Покровитель — San Leonardo di Noblac.

## Демографія
Населення за роками:

Станом на 1 січня 2023 року в муніципалітеті офіційно проживало 26 іноземців з 8 країн, серед них 23 громадяни країн Євросоюзу.

## Сусідні муніципалітети
- Монсамп'єтро-Морико
- Монтальто-делле-Марке
- Монтельпаро
- Монтоттоне
- Ортеццано